# Fosso della Vallaccia - Monte Pormaiore
Fosso della Vallaccia - Monte Pormaiore este o arie protejată (arie specială de conservare — SAC, sit de importanță comunitară — SCI) din Italia întinsă pe o suprafață de 643 ha, integral pe uscat.

## Localizare
Centrul sitului Fosso della Vallaccia - Monte Pormaiore este situat la coordonatele 43°10′46″N 12°49′56″E / 43.179512°N 12.832253°E.

## Înființare
Situl Fosso della Vallaccia - Monte Pormaiore a fost declarat sit de importanță comunitară în iunie 1995 pentru a proteja 35 de specii de animale. Situl a fost protejat și ca arie specială de conservare în august 2014.

## Biodiversitate
Situată în ecoregiunea continentală, aria protejată conține 7 habitate naturale: Cursuri de apă de la nivel de câmpie la nivel montan, cu vegetație Ranunculion fluitantis și Callitricho-Batrachion, Păduri panonice-balcanice de stejar turcesc - stejar sesil, Păduri de stejar alb estice, Formațiuni de Juniperus communis pe lande sau pajiști calcaroase, Păduri de fag din Apenini cu Taxus și Ilex, Pseudostepă cu ierburi și specii anuale de Thero-Brachypodietea, Pajiști uscate seminaturale și facies de acoperire cu tufișuri pe substraturi calcaroase (Festuco-Brometalia) (* situri importante pentru orhidee).
La baza desemnării sitului se află mai multe specii protejate:
- păsări (31): pițigoi codat (Aegithalos caudatus), ciocârlie-de-câmp (Alauda arvensis), lăstunul mare (Apus apus), șorecarul comun (Buteo buteo), caprimulg (Caprimulgus europaeus), florinte (Chloris chloris), porumbel gulerat (Columba palumbus), cioară neagră (Corvus corone), cuc (Cuculus canorus), pițigoi albastru (Cyanistes caeruleus), ciocănitoare pestriță mare (Dendrocopos major), măcăleandru (Erithacus rubecula), vânturel roșu (Falco tinnunculus), cinteză (Fringilla coelebs), gaiță (Garrulus glandarius), rândunică (Hirundo rustica), sfrâncioc roșiatic (Lanius collurio), câneparul (Linaria cannabina), ciocârlie de pădure (Lullula arborea), pietrar sur (Oenanthe oenanthe), grangur (Oriolus oriolus), pițigoi de brădet (Periparus ater), codroș de munte (Phoenicurus ochruros), pitulice de munte (Phylloscopus bonelli), pitulice de munte (Phylloscopus collybita), ciocănitoarea verde (Picus viridis), pițigoi sur (Poecile palustris), silvie cu cap negru (Sylvia atricapilla), silvie roșcată (Sylvia cantillans), mierlă (Turdus merula), sturzul de vâsc (Turdus viscivorus)
- amfibieni (1): Salamandrina terdigitata
- nevertebrate (3): croitorul mare al stejarului (Cerambyx cerdo), rădașcă (Lucanus cervus), Rosalia alpina

Pe lângă speciile protejate, pe teritoriul sitului au mai fost identificate 11 specii de plante, 6 specii de mamifere, 6 specii de reptile.